# Nepenthes bauensis
Nepenthes bauensis este o specie de plante carnivore din genul Nepenthes, familia Nepenthaceae, ordinul Caryophyllales, descrisă de Chi. C. Lee. Conform Catalogue of Life specia Nepenthes bauensis nu are subspecii cunoscute.

## Galerie de imagini

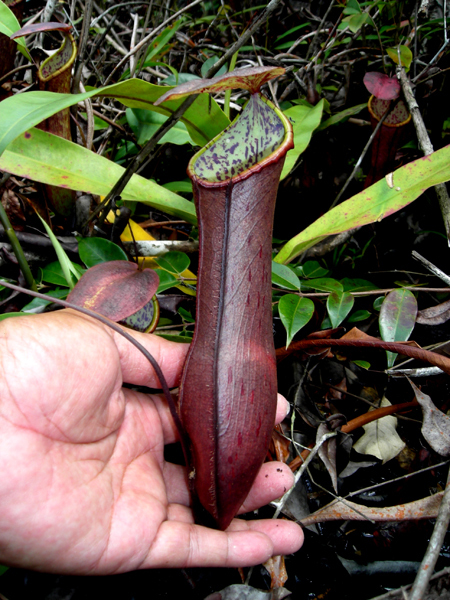
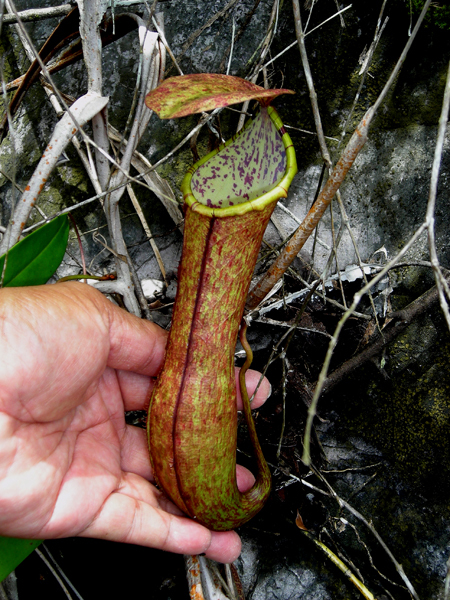
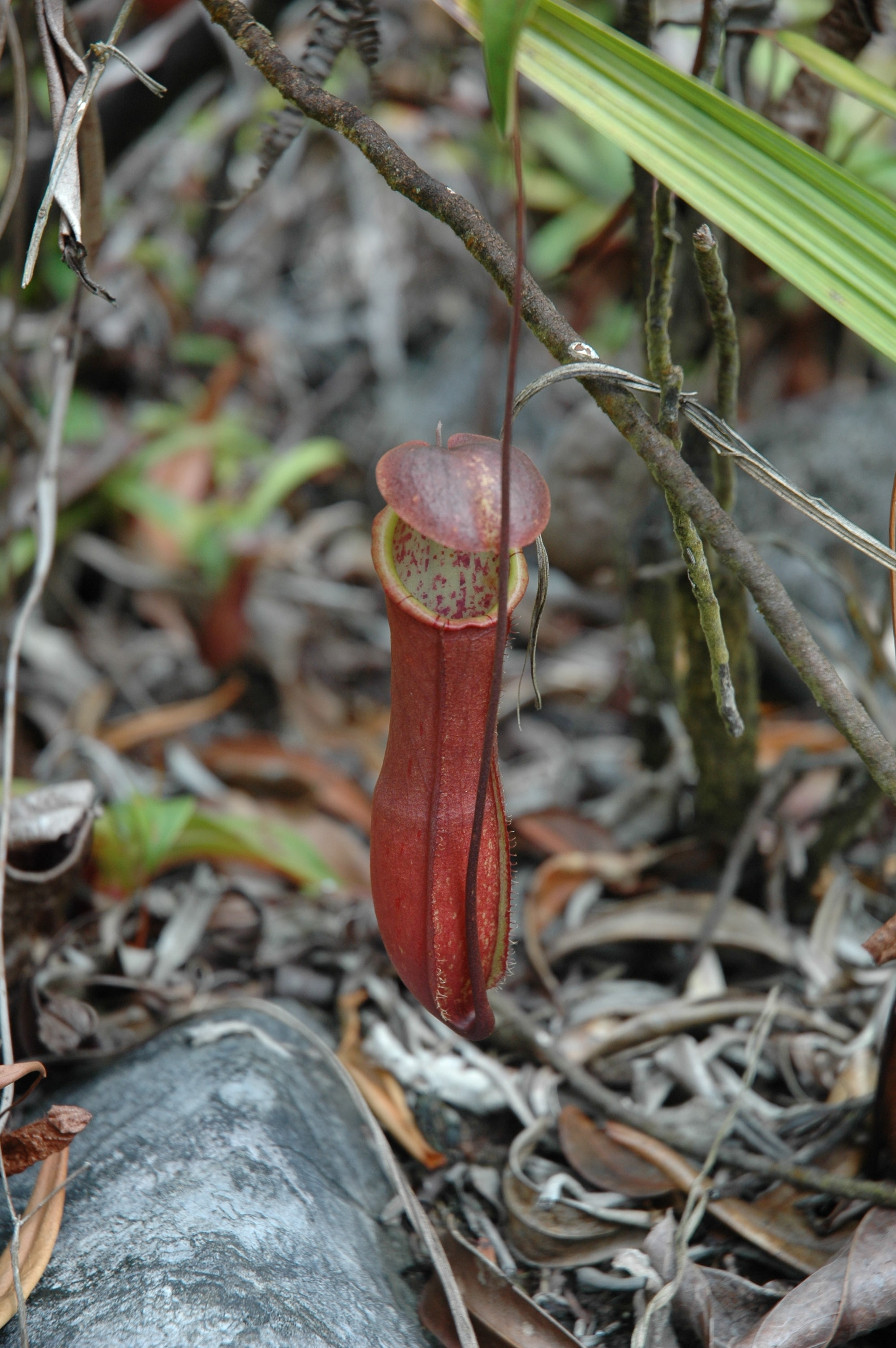
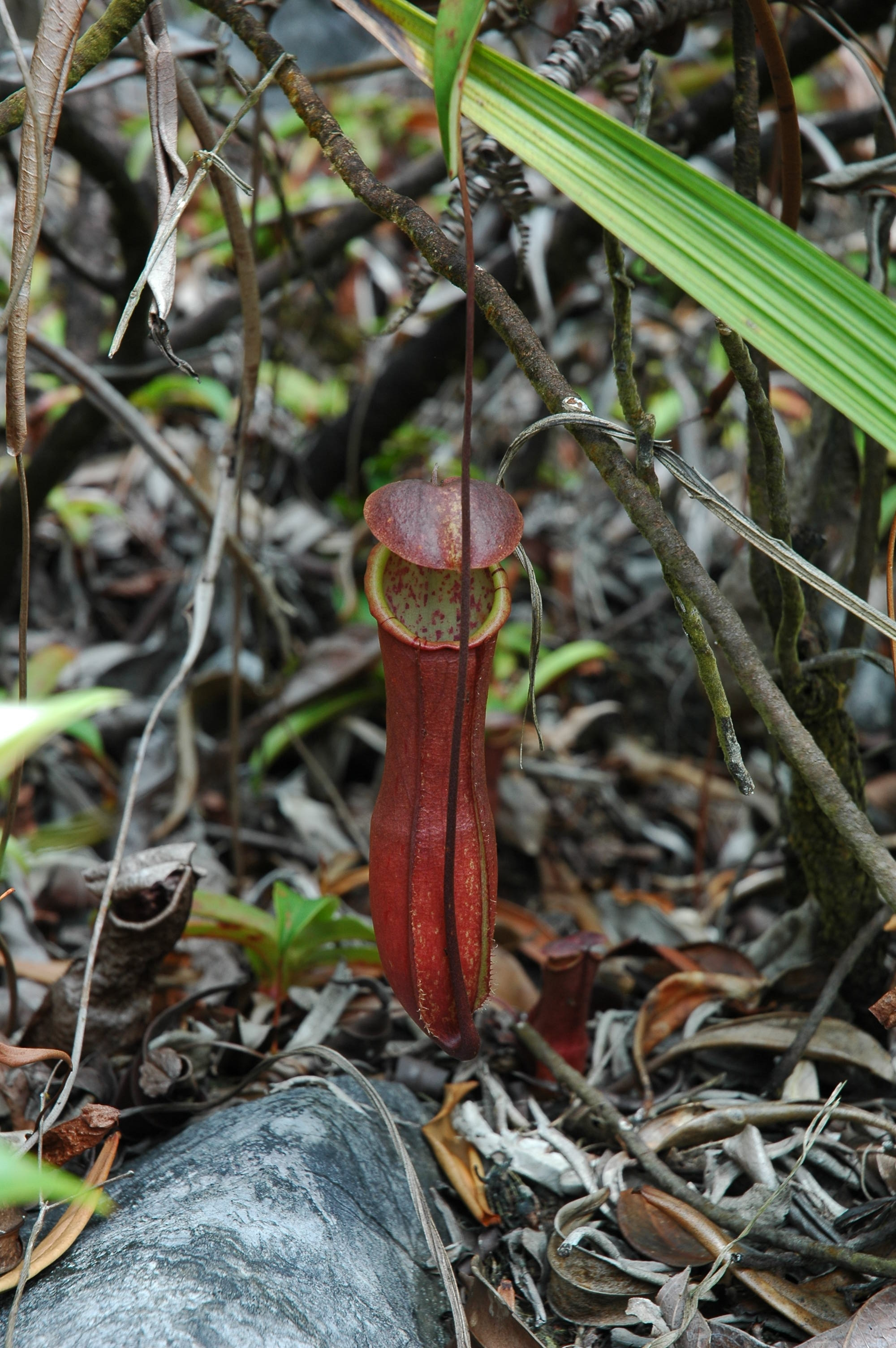
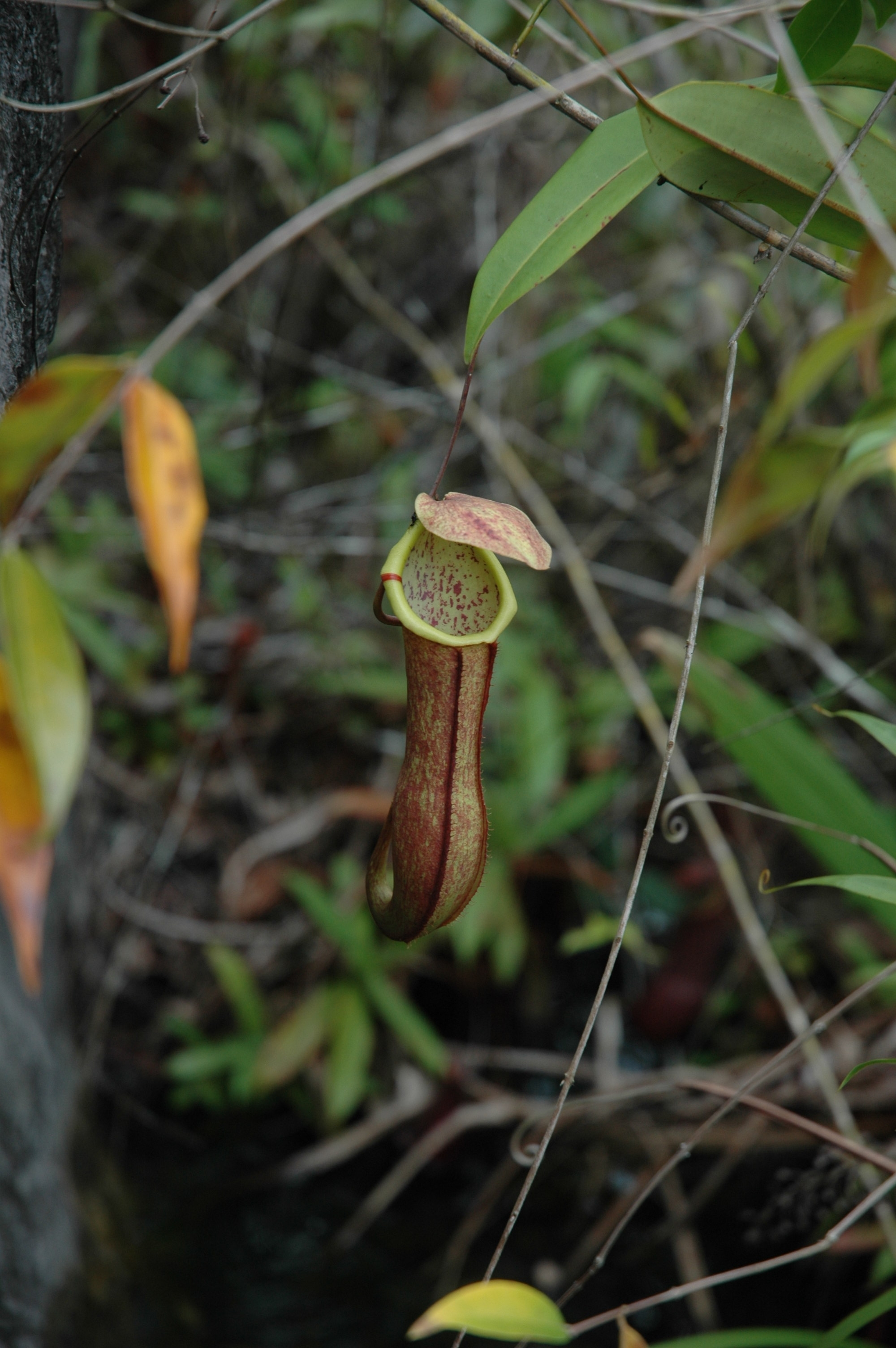
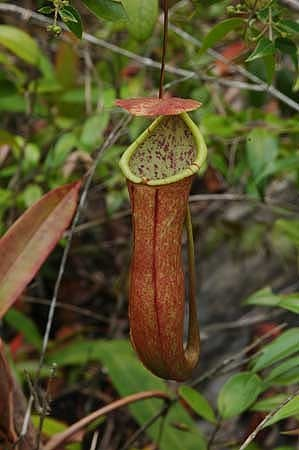